# Petrophile pedunculata
Petrophile pedunculata är en tvåhjärtbladig växtart som beskrevs av Robert Brown. Petrophile pedunculata ingår i släktet Petrophile och familjen Proteaceae. Inga underarter finns listade i Catalogue of Life.